# Liste der Gemeindeammänner von Wettingen
Die Liste der Gemeindeammänner von Wettingen listet chronologisch die Gemeindeammänner der Schweizer Gemeinde Wettingen im Kanton Aargau auf.
Der Gemeindeammann in einer Aargauer Gemeinde entspricht in seiner Funktion dem Gemeinde- bzw. Stadtpräsidenten in vielen anderen Kantonen. Er ist in Wettingen eines von sieben Mitgliedern des Gemeinderates, sein Stellvertreter ist der Vizeammann. Beide werden direkt vom Volk gewählt. 
Das Amt des Gemeindeammanns wurde in Wettingen, wie auch in den anderen aargauischen Gemeinden mit der Gründung des Kantons Aargau im Jahre 1803 eingeführt. Der erste Gemeindeammann von Wettingen wurde am 21. August 1803 gewählt.
| Amtsdauer | Person                 | Partei             |
| --------- | ---------------------- | ------------------ |
| 1803–1822 | Franz Bopp             | -                  |
| 1822–1824 | Mathe Leonz Brühlmeyer | -                  |
| 1824      | Meinrad Steimer        | -                  |
| 1824–1836 | Johann Bopp            | -                  |
| 1836–1837 | Johann Meyer           | -                  |
| 1837–1840 | Leonz Bopp             | -                  |
| 1840      | Johann Meyer           | -                  |
| 1840–1841 | Johann Bopp            | -                  |
| 1841–1844 | Kaspar Brühlmeyer      | -                  |
| 1844–1845 | Leonz Brühlmeyer       | -                  |
| 1845–1856 | Christoph Egloff       | -                  |
| 1856–1857 | Johann Bopp–Wyss       | -                  |
| 1857–1860 | Kaspar Brühlmeyer      | -                  |
| 1860–1877 | Jakob Leonz Meyer      | -                  |
| 1877–1900 | Adrian Spörri          | -                  |
| 1900–1905 | Salesius Egloff        | -                  |
| 1905–1913 | Leonhard Brühlmeier    | -                  |
| 1913–1934 | Josef Huser            | -                  |
| 1934–1949 | Josef Spörri           | -                  |
| 1949–1953 | Joseph Probst          | CVP bzw. KK        |
| 1953–1957 | Franz Probst           | -                  |
| 1957–1961 | Alfons Sinniger        | -                  |
| 1961–1993 | Lothar Hess            | CVP                |
| 1994–2007 | Karl Frey              | CVP                |
| 2008–2016 | Markus Dieth           | CVP                |
| 2017–     | Roland Kuster          | CVP bzw. Die Mitte |